# Le Mas des alouettes
Pour plus de détails, voir Fiche technique et Distribution.
Le Mas des alouettes (titre italien : La masseria delle allodole) est un film dramatique franco-bulgaro-hispano-germano-italien réalisé par Paolo et Vittorio Taviani, sorti en 2007.
Le film, adaptation du roman du même titre d'Antonia Arslan, constitue l'une des rares évocations, au cinéma, du génocide arménien.

## Synopsis
Mai 1915. Assadour Avakian, médecin d'origine arménienne, établi à Venise, se prépare, après vingt ans de séparation, à retrouver sa famille natale en Anatolie. Son frère Aram, voulant honorer sa venue prochaine, fait agrandir et restaurer, le Mas des alouettes, la vieille demeure où sont nés et ont grandi les Avakian. Mais le contexte politique s'y prête plutôt mal et les Avakian ne se doutent pourtant de rien : ainsi, l'Italie vient d'entrer en guerre contre l'Autriche-Hongrie et l'Empire ottoman, et en Turquie, les Jeunes-Turcs sont au pouvoir et cherchent à se débarrasser des minorités ethniques. Pour les Arméniens, la situation devient un enfer : tous les individus de sexe masculin sont voués au massacre, les Avakian n'y font pas exception. Pour les femmes et le petit Avetis, déguisé en fille, débute alors un long calvaire dans le désert... Toutefois, Nazim, un Turc, membre d'une confrérie, et Ismène, la nourrice grecque, qui ont toujours été liés à la famille, les suivent discrètement et essaient de les sauver. La belle Nunik est quant à elle courtisée par un soldat turc, Ferzan. C'est alors que, pour sauver sa famille, Nunik attire volontairement l'attention des gardes turcs, en chantant un air arménien. Ferzan, se remémorant ses paroles, la décapite afin qu'elle ne souffre pas sous la torture. Les survivantes arrivent, après bien des épreuves, face à la rade de Venise...

## Fiche technique
- Titre original : La Masseria delle allodole
- Titre français : Le Mas des alouettes
- Réalisation : Paolo et Vittorio Taviani
- Scénario : P. et V. Taviani, d'après le roman d'Antonia Arslan
- Photographie : Giuseppe Lanci, couleur
- Son : Daniel Fontrodona
- Musique : Giuliano Taviani
- Montage : Roberto Perpignani
- Décors : Andrea Cristiani
- Costumes : Lina Nerli Taviani
- Production : Ager 3 (Italie)- Flach Film (France)- Sagrera TV (Espagne)- Nimar Studios (Bulgarie)
- Durée : 122 min.
- Année de réalisation : 2007
- Pays :  Italie,  France,  Bulgarie,  Espagne et  Allemagne

## Distribution
- Paz Vega : Nunik
- Moritz Bleibtreu : Ferzan
- Alessandro Preziosi : Egon
- Ángela Molina : Ismene
- Arsinée Khanjian : Armineh
- Mohammed Bakri : Nazim
- Tchéky Karyo : Aram
- Mariano Rigillo : Assadour
- Hristo Shopov : Isman
- Christo Jivkov : Sarkis
- Stefan Danailov : Le président du tribunal
- Linda Batista : La femme turque
- Assen Blatechki : Le sergent Mudir
- Marius Donkin : Docteur Krikor
- André Dussollier : Colonel Arkan
- Itzhak Finzi : Hovannes
- Ubaldo Lo Presti : Kambussian
- Hristo Mitzkov : Garo Srkisson
- Enrica Maria Modugno : Aide du colonel Arkan
- Elena Rainova : Zia Hasmig
- Yvonne Sciò : Livia
- Maria Statoulova : Arsine